# Kék és Fehér (pártszövetség)
A Kék és Fehér (héberül: כַּחוֹל לָבָן; latin átírással: Kaḥol Lavan) egy izraeli centrista, liberális pártszövetség.
A pártszövetség jelenleg egyetlen tagja az Izraeli Ellenállás Párt. A pártszövetség eredetileg azért jött létre, hogy megdöntsék Benjámín Netanjáhú 2009 óta regnáló izraeli miniszterelnök hatalmát. A Kék és Fehér koalíció egy magát sokszínű közösségként jellemzi. A koalíció neve az izraeli zászló színeire utal, hiszen magukat tipikusan izraelinek jellemzik.
A 2020-as márciusi választásokat követően Beni Gancot, a pártszövetség vezetőjét bízták meg a kormányalakítással. A COVID-19 világjárvány közepette Ganc ehelyett úgy döntött, hogy a Kneszet ideiglenes elnökévé nevezte ki magát, miközben folytatta a tárgyalásokat a koalíciós kormány megalakításáról Benjamin Netanjahu Likudjával és más pártokkal. Ennek hatására szövetség 2020. március 29-én felbomlott, a Jes Atid és a Telem kiléptek a szövetségből, és külön frakciót hoztak létre a Knesszetben.
2020. április 20-án a Likud és a Kék és Fehér pártszövetség koalíciós megállapodást írtak alá. A szövetség a két frakció között igen rövid életű volt, mivel a 2020. évi költségvetési vita után, mivel a Kneszet döntésképtelen lett, új választásokat írtak 2021 márciusára.
A 2021-es parlamenti választásokon a Kék és Fehér nyolc mandátumot szerzett. Hosszas koalíciós tárgyalások után 2021 június 13-án Naftalí Benet és Jaír Lapid vezetésével létrejött egy koalíciós kormány, melynek a Kék és Fehér is tagja lett.
A 2022-es parlamenti választások előtt a Kék és Fehér szövetséget kötött az Új Remény nevű jobboldali párttal, összefogásuk Nemzeti Egység néven indult a novemberi választásokon, ahol a pártszövetség összesen 12, a Kék és Fehér egymagában 6 mandátumot szerzett.
A koalíció legfőbb célja, hogy a mindenkori miniszterelnök maximális hivatali ideje korlátozva legyen illetve Izrael alaptörvényének módosítása keretében izraeli kisebbségekről is külön legyen fejezet. További céljai az óvodai és egészségügyi ellátás fejlesztése valamint a Palesztin Nemzeti Hatósággal újraindítani a béketárgyalásokat.

## Összetétele
A koalíció jelenleg egy, korábban három tagot számlált.

### Jelenlegi tagok
| Név | Név                     | Ideológia           | Politikai elhelyezkedés | Pártelnök | Mandátumok a Knesszetben |
| --- | ----------------------- | ------------------- | ----------------------- | --------- | ------------------------ |
|     | Izraeli Ellenállás Párt | Szociálliberalizmus | Közép                   | Beni Ganc | 6 / 120                  |

#### Izraeli Ellenállás Párt
A párt vezetője Beni Gánc 2015-ben fejezte az izraeli hadsereg vezérkari tisztségét ám izraeli törvények szerint a vezérkari főnökök tisztségük lejárta utáni 3 éves moratórium leteltéig nem lehetnek a Knesszetnek képviselői, így 2018. júliusától lépett be az izraeli politikai életbe. A pártot 2018. decemberében alapította meg. Szellemiségében szociálliberális és cionista.

### Korábbi tagok
| Név | Név         | Ideológia            | Politikai elhelyezkedés | Pártelnök     |
| --- | ----------- | -------------------- | ----------------------- | ------------- |
|     | Jes Atid    | Liberalizmus         | Közép                   | Jaír Lapid    |
|     | Telem       | Nemzeti liberalizmus | Jobbközép               | Moshe Jáálon  |
|     | Függetlenek | –                    | –                       | Gabi Askenázi |

#### Jes Atid
A párt centrista, szekuláris és az izraeli középsoztály teszik ki a szavazóbázisát. A párt támogatja a két államos megoldást.

#### Telem
Egy jobbközép irányú, liberális gazdaságpolitikát folytató párt.  

## Ideológiájuk és alapelveik

### 2019-es kampányígéreteik
- Kormányzati korrupció elleni harc: Javaslatot tettek hogy a miniszterelnöki pozíciót legfeljebb 8 évre vagy három ciklusig töltheti be ugyanaz a személy.
- Állam és vallás: Az állam zsidó identitásának védelme, polgári házasság lehetővé tétele bizonyos formában illetve hogy minden pár a saját hitének megfelelő szertartás szerint házasodjon.
- Oktatás: a koalíció több pénzt fordítana az óvodai ellátásra és az általános iskolákra is. További támogatást kapnának a bölcsődék. Az alap és középfokú oktatásban az angol nyelv és matematika óraszámokat növelnék. .[11]

Egészségügy: Mintegy 12.5 milliárd sékelt (3.4 milliárd dollár) fordítanának az egészségügyi ellátórendszerbe. Harcot hirdetne a koalíció a kórházbezárások ellen illetve növelnék a gyógyszerhez való hozzájutást országszerte.
- Gazdaság: Különböző ösztönző programokkal elősegítené a koalíció, hogy innováció legyen a STEM-szakmákban az országban illetve fontosnak tartják hogy több nő és haszid zsidó legyen foglalkoztatott.
- Izraeli-palesztin konfliktus: Jaír Lapid a Jes Atid elnöke, 2019. március 7-én ismerette a tervezett békemegállapodás főbb pontjait:
  - Izrael hadereje felhatalmazást kap, hogy palesztin területre lépjen be, ha terroristatámadás gyanúja vetődik fel Izrael ellen.
  - A Jordán-völgy izraeli kézben marad.
  - A Palesztinok visszatérési jogát elutasítják.
  - Jeruzsálem, Izrael fővárosa marad.[12]

## Választási eredmények
| Év              | Listavezető           | Szavazatok száma | Szavazatok % | Mandátumok száma | Pozíció | +/–     | Státusz  |
| --------------- | --------------------- | ---------------- | ------------ | ---------------- | ------- | ------- | -------- |
| 2019 április    | Beni Ganc, Jaír Lapid | 1,125,881        | 26.13        | 35 / 120         | 2.      | Új párt | Ellenzék |
| 2019 szeptember | Beni Ganc             | 1,151,214        | 25.95        | 33 / 120         | 1.      | 2       | Ellenzék |
| 2020            | Beni Ganc             | 1,220,381        | 26.59        | 33 / 120         | 2.      | Állandó | Koalíció |
| 2021            | Beni Ganc             | 291,537          | 6.61         | 8 / 120          | 4.      | 25      | Koalíció |
| 2022            | Beni Ganc             | TBA              | TBA          | TBA              | TBA     | TBA     | TBA      |